# Henning Winther
Henning Winther (født 1972) er strategisk byudvikler hos A. Enggaard A/S. Han har tidligere været boligsocial områdechef i bl.a. Gellerup og Gadehavegård og har rådgivet om social sammenhængskraft i udsatte boligområder i firmaet Byrumklang.
Han har desuden stået bag Rap Akademiet i Aarhus og udviklingen af ungdomsskolen i Gellerup. Han er tidligere rapper og producer for rapgruppen Kongehuset, L. Ron Harald, Clemens, Jonny Hefty og Jøden m.fl., og han har været festivalarrangør af festivalen Aarhus Took It. Han har optrådt under kunstnernavnene BoZZ, Kong Winther, Dex Dexter/Dæks Dækster og H19ng Winther.

## Baggrund og uddannelse
Henning Winther er født på Mols, Djursland. Han er uddannet cand.it i organisation og kommunikation med en diplomuddannelse i ledelse.

## Karriere

### Boligsocialt arbejde
I 2008 grundlagde Henning Winther Rap Akademiet, som er et boligsocialt projekt med byens ungdomsskoler, hvor unge fra udsatte områder fik mulighed for at lære at rappe med vejledning fra nogle af byens dygtigste rappere. Winther var tilknyttet projektet frem til 2010, men modtog året inden kritik på sin JP-blog for, at projektet manglede grundlæggende værdier. Projektet modtog en Danish Music Award for bedste musikinitiativ i 2010, og i 2014 var der ni afdelinger i Aarhus.
Fra 2010 til 2013 var Henning Winther ungdomsskoleleder i Gellerup og Toveshøj, og siden 2013 har han arbejdet som boligsocial leder i Brabrand Boligforening. Han har været aktiv i fordelingen af jobs til beboere i området, som er ramt af kontanthjælpsloftet. Oprettelsen af småjobs hjælper mange beboere.
I firmaet Byrumklang har han rådgivet om social sammenhængskraft i udsatte boligområder som bl.a. Stengårdsvej i Esbjerg, Gadehavegård, Charlottekvarteret og Taastrupgaard i Høje Taastrup, Brøndby Strand i Brøndby, Jennumparken i Randers samt Bispehaven og Gellerup i Aarhus.

### Festivalarrangør
Fra 2000 til 2011 grundlagde og arrangerede Henning Winther hiphopfestivalen Aarhus Took It med hovednavne som Redman, Masta Ace, Pharoahe Monch, Ghostface Killah, M.O.P. og særlige events som Dansk Rap Kavalkade 1988-2010 og DJ Statics show Rolig Under Pres. Festivalen modtog priser for bedste event i 2004 og 2006, og Henning Winther modtog Kulturnat-Hatten i 2011 som særlig æresbevisning på, at hans arbejde i det aarhusianske kulturliv har gjort en forskel.
I perioden 2009-2013 grundlagde og arrangerede Henning Winther festivalen Gelleraps, og fra 2012-2013 stod han ligeledes bag festivalen OMG.

### Rapper og producer
Henning Winther begyndte sin karriere som rapper og producer i McVærk (Makværk, tidl. The Cut Crew) fra 1988 til 1992. I 1989 fik gruppen spillet en dansksproget hiphop-demo i radioprogrammet Mandagshiphop på P3, hvor dj'en Soulshock var vært. I 1992 blev Winther en del af den århusianske gruppe Beat Around the Bush sammen med GhettoSvend (Svend Georg Jørgensen) og KløFar AOK (Michael Andersen), der i 1995 udgav albummet Kun 1 smule Pr. Vers - og lidt til. Gruppen skiftede navn til Kongehuset den 6. januar 1996 efter, at Henning Winther havde hørt kommentaren "Kong Vinter har indtaget Kongehuset", mens han så det royale bryllup mellem Alexandra og Prins Joachim, hvor parret i snevejr kørte gennem København i en åben vogn.   
I 1996 udgav Kongehuset deres første officielle album Kongehuset ... Klarer Ærterne, der indeholder humoristiske tekster med en glæde ved dobbelttydige ordspil, og netop den sproglige kreativitet blev rost af anmelderne. I 2000 udkom albummet Godt Ord Igen, men trods god modtagelse blandt anmeldere solgte albummet ikke tilfredsstillende. Kongehuset blev opløst i 2001.     
I 1997 producerede Henning Winther, i samarbejde med L:Ron:Harald og Svend Georg Jørgensen (GhettoSvend), nummeret Psykopat på Fri Fod på MC Clemens' debualbum "Regnskabets Time". Af rettighedsårsager er Jørgensen og Winther krediteret som hhv. Blake Carrington og Dex Dexter. I 1998 producerede Henning Winther L:Ron:Haralds debutalbmum Pornogangster, der solgte guld (75.000 eksemplarer), og i 2000 var han producer på L:Ron:Haralds andet album Øl, F.... og Rapmusik.
Fra 1999 til 2001 samarbejdede Henning Winther og Svend Georg Jørgensen om pladeselskabet Kroner & Ører, der var et underselskab til Sony Music Denmark. Selskabet udgav musik med Kid Rodriguez (albummet Testeron), Kongehuset (albummet Godt Ord Igen) og Jonny Hefty (EP'en Hængerøv og Håndtegn). 
I 2007 og 2008 udgav Henning Winther omsamlingerne Kun 1 Smule Pr. Vers - og lidt til og Udsigt til Indsigt med diverse hidtil uofficielt materiale indspillet i perioden 1992-1998 på sit eget pladeselskab Efterspil i samarbejde med Playground Music.
I forbindelse med Aarhus Festuge i 2008 udviklede og producerede Winther showet Rap-O-Fonia, hvor musikere fra Aarhus Symfoniorkester sammen med seks rappere og produceren Turkman Souljah leverede nyfortolkninger af klassiske musikstykker under årets festugetema Åben By. Showet fik gode anmeldelser i Jyllands-Posten og i Århus Stiftstidende.

### Andre poster
Fra 2010 til 2013 var Henning Winther medlem af Aarhus Kommunes Kunstråd som repræsentant for den rytmiske musik. Han er suppleant til organisationsbestyrelsen i Arbejdernes Andelsboligforening i Aarhus og næstformand i bestyrelsen i Fritidscenter Gellerup Toveshøj. Han har været medlem af advisory boardet for Dalberg.com

### Priser og udmærkelser
- 2011: Kulturnat-Hatten for en særlig indsats for kulturlivet i Aarhus.[6]
- 2010: Danish Music Award for bedste nye musikinitiativ med Rap Akademiet.
- 2004: Århusprisen for årets bedste event (Aarhus Took It).[14]
- 2001: Nomineret til Danish Music Awards for Årets Danske Rap-udgivelse med albummet Godt Ord Igen.[15]